# Treindienstregeling 2017 in Nederland
De dienstregeling 2017 van de spoorvervoerders in Nederland geldt vanaf zondag 11 december 2016 tot en met zaterdag 9 december 2017. Deze bracht de grootste veranderingen met zich mee sinds 2007. Sommige veranderingen worden in fasen uitgevoerd: deels op 11 december, deels later in het dienstregelingjaar.

## Andere stationsnamen
- Koog Bloemwijk wordt hernoemd naar station Koog aan de Zaan
- Koog-Zaandijk wordt hernoemd naar station Zaandijk Zaanse Schans

## Flevoland/Westelijke Randstad

### Intercity's
- Er komt een nieuwe intercitydienst Lelystad Centrum – Amsterdam Zuid – Schiphol – Den Haag HS – Dordrecht.
  - Deze intercity stopt ook in Almere Buiten en Duivendrecht en vormt tussen Lelystad en Leiden Centraal een kwartierdienst met de intercity Groningen/Leeuwarden – Zwolle – Lelystad Centrum – Amsterdam Zuid – Schiphol – Den Haag Centraal.
  - Tussen Leiden Centraal en Dordrecht vormt deze dienst een kwartierdienst samen met de intercity Amsterdam Centraal – Haarlem – Den Haag HS – Rotterdam Centraal - Dordrecht – Vlissingen.
  - Deze intercity zal niet 's avonds en 's zondags rijden tussen Duivendrecht en Lelystad Centrum.
- De intercity Groningen/Leeuwarden – Zwolle – Lelystad Centrum – Amsterdam Zuid – Schiphol – Den Haag Centraal rijdt voortaan ook in de avonduren, maar zal niet meer stoppen in station Duivendrecht.
- De intercity Lelystad – Amsterdam Centraal – Schiphol – Den Haag HS – Rotterdam Centraal - Vlissingen zal worden opgesplitst in een intercity Almere Centrum – Amsterdam Centraal en een intercity Amsterdam Centraal – Haarlem – Den Haag HS – Rotterdam Centraal - Vlissingen.
  - Tussen Amsterdam Centraal en Leiden Centraal vormt deze intercity een kwartierdienst met de gehandhaafde intercity Amsterdam Centraal – Haarlem – Den Haag Centraal en tussen Leiden Centraal en Dordrecht ook een kwartierdienst met de nieuwe intercity Lelystad – Schiphol – Dordrecht.
- De intercity Amsterdam Centraal – Haarlem – Dordrecht zal worden vervangen door de intercity Amsterdam Centraal – Haarlem – Dordrecht – Vlissingen.

### Sprinters
- De Sprinters Hoorn Kersenboogerd – Hoofddorp zullen buiten de avonduren doorrijden naar Leiden Centraal.
- De Sprinters Utrecht Centraal – Hilversum – Weesp – Hoofddorp – Den Haag Centraal zullen niet meer rijden tussen Hoofddorp en Den Haag Centraal.
  - Ook zullen deze Sprinters niet meer in de avonduren rijden.
- De Sprinters Zwolle – Almere – Amsterdam Centraal zullen na Amsterdam Centraal doorrijden via Schiphol naar Den Haag Centraal.
  - Hierdoor zal tussen Weesp en Hoofddorp via Amsterdam Centraal een kwartierverbinding ontstaan in combinatie met de Sprinters Amersfoort Vathorst – Amsterdam Centraal – Hoofddorp.
  - Ook ontstaat hierdoor een kwartierverbinding tussen Amsterdam Sloterdijk en Leiden Centraal in combinatie met de Sprinters Hoorn Kersenboogerd – Schiphol – Leiden Centraal.
- De Sprinters Almere Oostvaarders – Hilversum – Utrecht Centraal zullen voortaan beginnen in Almere Centrum. Zij stoppen niet meer in Utrecht Overvecht.
  - In de avonduren, als de Sprinter Utrecht – Hilversum – Weesp – Hoofddorp niet rijdt, zal deze sprinter wel stoppen in Utrecht Overvecht en Hollandsche Rading.
- De Sprinters Almere Oostvaarders – Hoofddorp, worden in de spits niet meer verlengd naar Leiden Centraal.
- De Sprinters Hoofddorp – Amsterdam Centraal – Amersfoort Vathorst krijgen andere tijden, waardoor er tussen Amersfoort en Amersfoort Vathorst een betere verdeling komt met de Sprinters Utrecht – Amersfoort – Zwolle.
- De Sprinters tussen Alphen aan den Rijn en Gouda gaan onder de R-net huisstijl met apart materieel rijden. Tevens zullen er geen doorgaande treinen meer richting Leiden Centraal rijden.
- De spitstreinen tussen Leiden Centraal en Gouda rijden niet meer verder dan Alphen aan den Rijn.

## Overig Noord-Holland
- De intercity's Enkhuizen – Amsterdam Centraal – Amersfoort (– Deventer) zullen worden opgesplitst in een intercity Enkhuizen – Amsterdam Centraal en een intercity Amsterdam Centraal – Amersfoort (– Deventer)
- Alle spits-intercity's tussen Enkhuizen en Amsterdam Centraal zullen weer stoppen in station Hoorn Kersenboogerd.
- De spits-intercity's Alkmaar – Haarlem zullen weer stoppen in station Heiloo en Castricum
- In aansluiting hierop komen er extra ritten van de intercity (Schagen –) Alkmaar – Amsterdam – Maastricht tussen Schagen en Alkmaar.[7]
- De intercity's Den Helder – Amsterdam Centraal – Nijmegen zullen altijd stoppen in Heiloo.
- De intercity's (Schagen –) Alkmaar – Maastricht zullen niet meer stoppen in Heiloo.

## Zuidelijk Nederland (exclusief Limburg)

### Intercity's
- De intercity Den Haag Centraal – Breda – Eindhoven – Venlo zal worden ingekort tot Eindhoven. Tevens zal de trein tussen Rotterdam Centraal en Breda via de HSL rijden. Hierdoor kan deze intercity niet meer stoppen in Dordrecht.
  - In eerste instantie zal deze intercity worden opgesplitst, waardoor reizigers in Breda moeten overstappen.
  - Tussen Eindhoven en Venlo rijdt een intercity Schiphol – Station Utrecht Centraal – Eindhoven – Venlo/Heerlen. Deze trein zal vanaf Schiphol gecombineerd rijden en in Eindhoven in twee vleugeltreinen worden gesplitst.
  - De intercity (Den Haag –) Breda – Eindhoven zal in Eindhoven een goede overstap geven op de intercity's naar Venlo en Heerlen.
- Door het vervallen van een doorgaande intercityverbinding via Dordrecht en Breda zal eenmaal per uur een vervangende intercity rijden tussen deze steden.
- De intercity Amsterdam – Haarlem – Den Haag HS – Vlissingen zal in Roosendaal langer stilstaan. Dit heeft te maken met de noodzaak van dienstregelingspaden voor goederentreinen.
  - Een voordeel is dat er een korte overstap ontstaat van de intercity Zwolle – Arnhem Centraal – Roosendaal op de trein naar Vlissingen en omgekeerd.

### Sprinters
- De Sprinters Utrecht Centraal – 's-Hertogenbosch – Breda en de Sprinters Den Haag Centraal – Breda zullen worden opgesplitst en gecombineerd tot drie verschillende Sprinterdiensten:
  - Den Haag Centraal – Dordrecht
  - Dordrecht – Breda – 's-Hertogenbosch
  - 's-Hertogenbosch – Utrecht Centraal (– Woerden – Den Haag Centraal).
- De Sprinters Den Haag Centraal – Woerden – Utrecht Centraal zullen worden gecombineerd met de Sprinters Utrecht Centraal – 's-Hertogenbosch. Gedurende de dienstregeling 2016 reed deze Sprinter het traject Den Haag Centraal – Tiel via Utrecht Centraal.
- De Sprinters Woerden – Utrecht Centraal zullen worden gecombineerd met de Sprinters Utrecht Centraal – Tiel. Gedurende de dienstregeling 2016 reed deze Sprinter het traject Woerden – Breda via Utrecht Centraal en 's-Hertogenbosch.
  - Deze Sprinterdiensten samen verzorgen een kwartierdienst Woerden – Utrecht – Geldermalsen.
- Tussen Station Oss en 's-Hertogenbosch worden in de spits Sprinters toegevoegd.
- De Sprinters Tilburg Universiteit – Eindhoven en Eindhoven – Weert zullen worden gecombineerd tot een Sprinterdienst Tilburg Universiteit – Eindhoven – Weert.

## Limburg
Met ingang van de dienstregeling 2017 zal Arriva de volgende stoptreindiensten overnemen van NS:
- Roermond – Sittard – Maastricht
- Sittard – Heerlen

en de volgende verbindingen van Veolia:
- Maastricht Randwyck – Heerlen – Kerkrade Centrum
- Nijmegen – Venlo – Roermond.

Arriva zal bij de uitvoering van de nieuwe dienstregeling lijnnummers gebruiken en daarbij enkele treinroutes aanpassen:
- S1: Nijmegen – Venlo – Roermond (4x per uur tussen Nijmegen en Venray)
- S2: Roermond – Sittard – Maastricht – Maastricht Randwyck
- S3: Sittard – Heerlen – Kerkrade Centrum
- S4: Maastricht Randwyck – Maastricht – Heerlen (stoptrein)
- S5: Maastricht Randwyck – Maastricht – Heerlen (sneltrein)

## Noord- en Oost-Nederland
- De intercity Roosendaal – Zwolle wordt versneld door niet meer te stoppen op de stations Nijmegen Lent, Elst en Arnhem Zuid.
- De Sprinters Zutphen – Arnhem Centraal – Nijmegen gaan doorrijden naar Wijchen.
  - De Spitssprinters tussen Nijmegen en Wijchen komen te vervallen.
- De Sprinters Nijmegen – 's-Hertogenbosch zullen beginnen in Arnhem Centraal.
- De Sprinters Apeldoorn – Enschede zullen buiten de spits niet meer rijden tussen Almelo en Enschede. Tevens wordt de reisduur van deze Sprinters verkort.
- In knooppunt Zwolle zullen de tijden van diverse treinen gewijzigd worden.
  - Door verschuiving van de Sprinter naar Amsterdam Centraal zijn enkele korte overstaps niet meer mogelijk.
  - De intercity's van Rotterdam Centraal (via Amersfoort) en Den Haag Centraal (via Lelystad) naar Leeuwarden worden versneld door een kortere wachttijd in Zwolle.
  - De treinen Zwolle – Emmen vertrekken wat later uit Zwolle.

## Internationaal
- De CityNightLine-verbindingen worden overgenomen door de ÖBB en komen niet meer in Nederland.
- De stoptrein Groningen – Bad Nieuweschans van Arriva wordt doorgetrokken naar Weener. Vanaf hier rijden bussen naar Leer in verband met de aangevaren Friesenbrücke in Duitsland. Deze aanpassing ging eerder in dan gepland, namelijk op 30 oktober 2016.[8]

## Latere wijzigingen
- Vanaf 1 april 2017 rijden er geen treinen meer tussen Rotterdam Centraal en Hoek van Holland Strand. Deze spoorlijn wordt verbouwd voor de Rotterdamse metro. De RET heeft het traject overgenomen van de NS en Prorail.
- Vanaf 6 april 2017 is de Regional-Express Düsseldorf Hbf – Emmerich doorgetrokken naar Arnhem Centraal. Deze treindienst van NS-dochteronderneming Abellio stopt in Nederland alleen te Zevenaar en Arnhem Centraal en draagt in Duitsland het lijnnummer RE19.
- Vanaf 4 september 2017 is het aantal Sprinters tussen Gouda en Alphen aan den Rijn van twee naar vier keer per uur uitgebreid.
- Het was de bedoeling dat tussen Assen en Groningen vanaf april 2017 in de spits extra Sprinters zouden gaan rijden. Hiervoor zou dan wel de spoorweginfrastructuur tussen deze twee stations in orde moeten zijn. Deze wijziging werd door de NS uitgesteld. Sinds 4 september 2017 rijden er tussen Assen en Groningen per uur naast de 2 reguliere Intercity's (Groningen – Zwolle en verder) en de 2 Sprinters (Groningen – Zwolle), ook in de spits 2 Sprinters Groningen – Assen.
- Vanaf 6 september 2017 rijden tussen Amsterdam Centraal en Eindhoven elke woensdag, met uitzondering van de avonduren, 6 Intercity's per uur. Op de overige dagen blijft de NS met 4 Intercity's per uur rijden.

1970 
· 2007-2009
(2008 
· 2009)
· 2010 
· 2011 
· 2012
· 2013
· 2014
· 2015
· 2016
· 2017
· 2018
· 2019
· 2020
· 2021
· 2022